# Zamek Georgenburg
Zamek Georgenburg (niem. Schloss Georgenburg) – zamek z XIV wieku w Majowce (niem. Georgenburg) koło Czerniachowska w obwodzie królewieckim w Rosji.

## Historia
Zamek znajduje się w Majowce, około 3 km na północ od Wystrucia. Pierwotny zamek wzniesiono z drewna. Został on zbudowany na miejscu pruskiej osady przez zakon krzyżacki w 1350 roku z polecenia mistrza zakonu Winricha von Kniprode. W 1354 roku na zamek napadli i zniszczyli Litwini pod wodzą Kiejstuta Giedyminowicza. Kolejny atak pod wodzą Kiejstuta odbył się w 1376 roku. Zamek odbudowano z kamienia w 1385 roku. Po raz kolejny zamek został zdobyty przez Litwinów w 1403 roku.
Obiekt był wykorzystywany przez biskupów diecezji sambijskiej do 1525 roku. Następnie w jego posiadanie wszedł mistrz zakonu Albrecht Hohenzollern. Zamek był zdobyty także przez Tatarów w 1656 roku oraz dwukrotnie przez Szwedów. Podczas wojny siedmioletniej na zamku stacjonował feldmarszałek Stiepan Apraksin. Po epidemii dżumy Fryderyk Wilhelm I Pruski przekazał zamek państwu w 1709 roku.
Właścicielami zamku od 1830 roku była rodzina Simpsonów, która przeprowadziła się tu z Anglii i hodowała przy zamku konie pełnej krwi angielskiej i konie trakeńskie. W 1945 roku w zamku zlokalizowano obóz przejściowy dla Niemców. W latach 70. XX wieku zamek służył jako siedziba szpitala zakaźnego. Obiekt stopniowo zaczął popadać w ruinę, mieszkała w nim osoba bezdomna, a w 2009 roku został poważnie uszkodzony przez pożar.
Zamek od 2010 r. należy do Rosyjskiego Kościoła Prawosławnego i jest poddawany rewitalizacji. W 2018 roku część zabudowań została odremontowana. 
W 2010 roku na zamku odbyła się pierwsza rekonstrukcja historyczna, a w 2017 roku na terenie zamku zagrała Kaliningradzka Orkiestra Symfoniczna. 

## Galeria

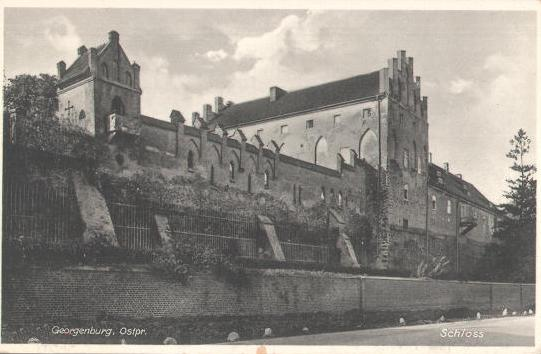
Zamek na niemieckiej pocztówce (1907)
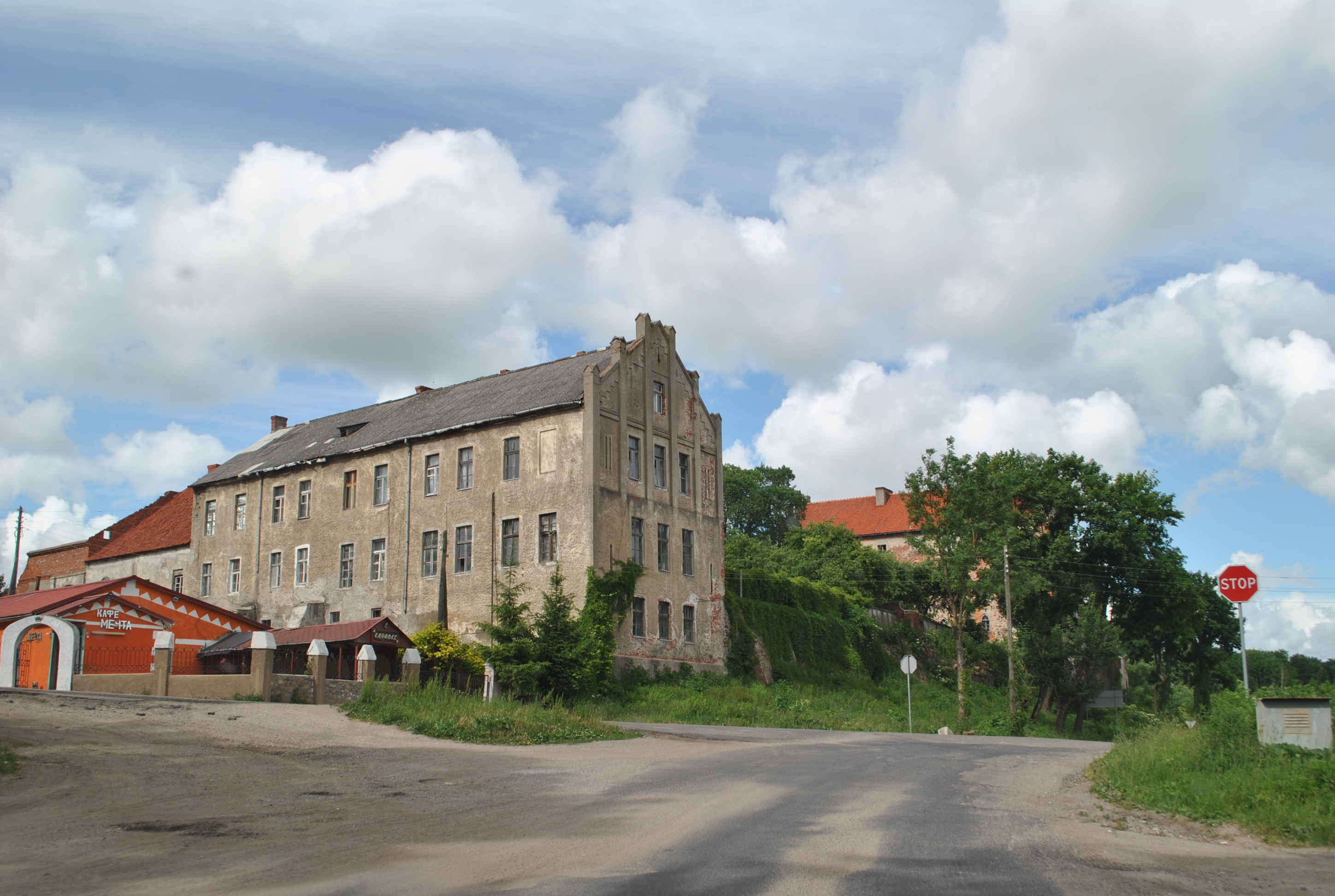
Zamek (2014)
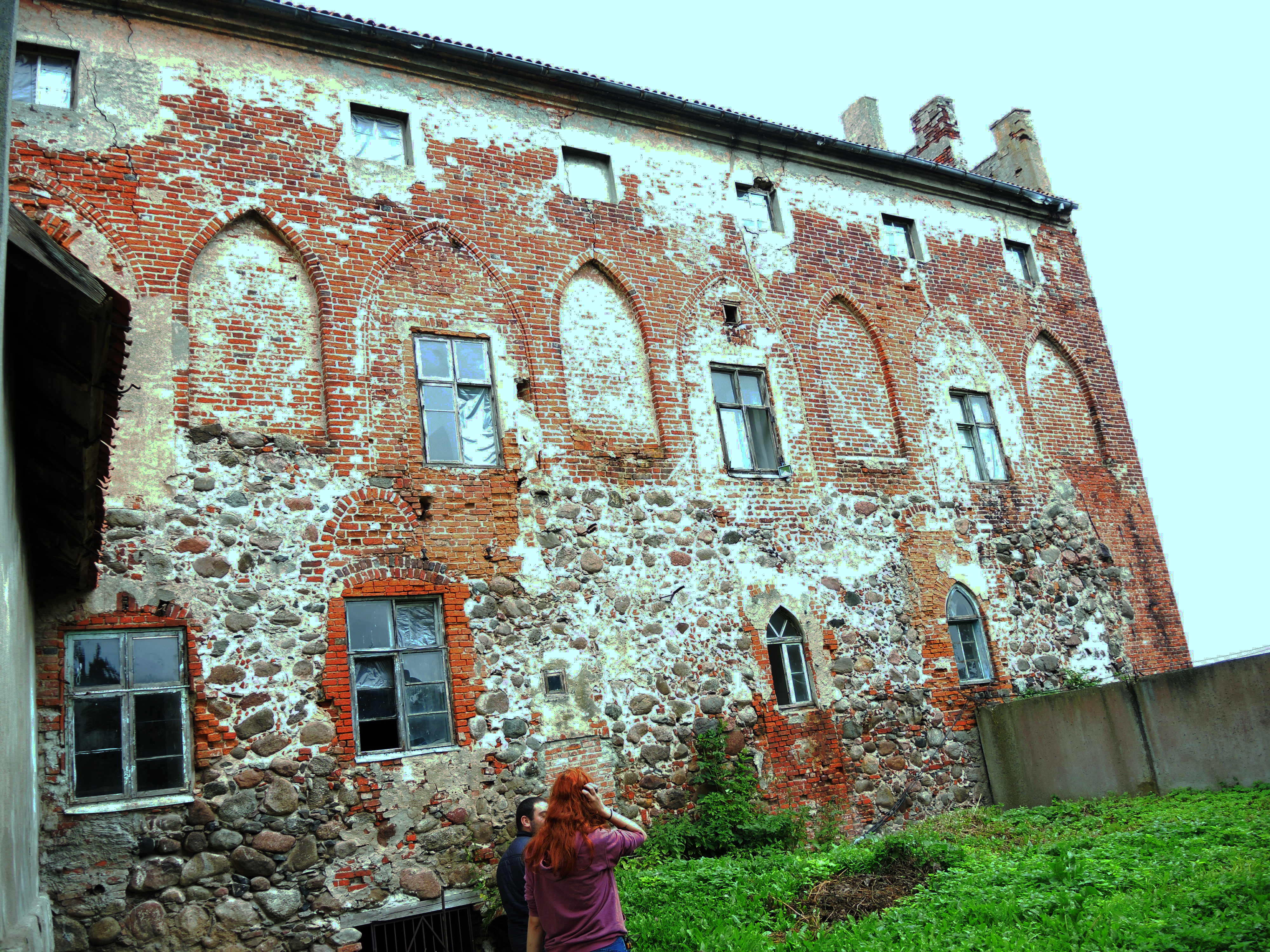
Elewacja korpusu zamku
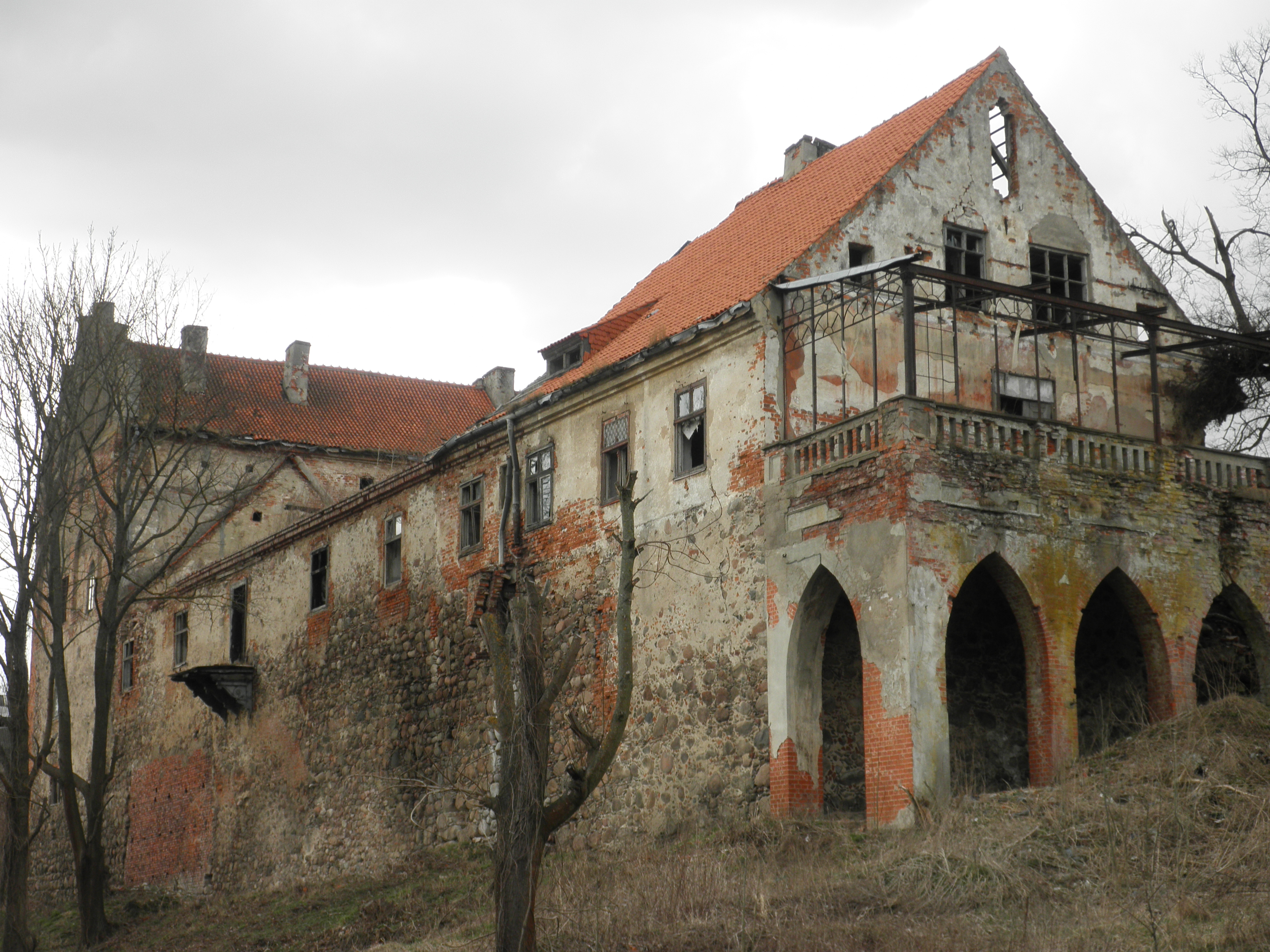
Oficyna (2013)
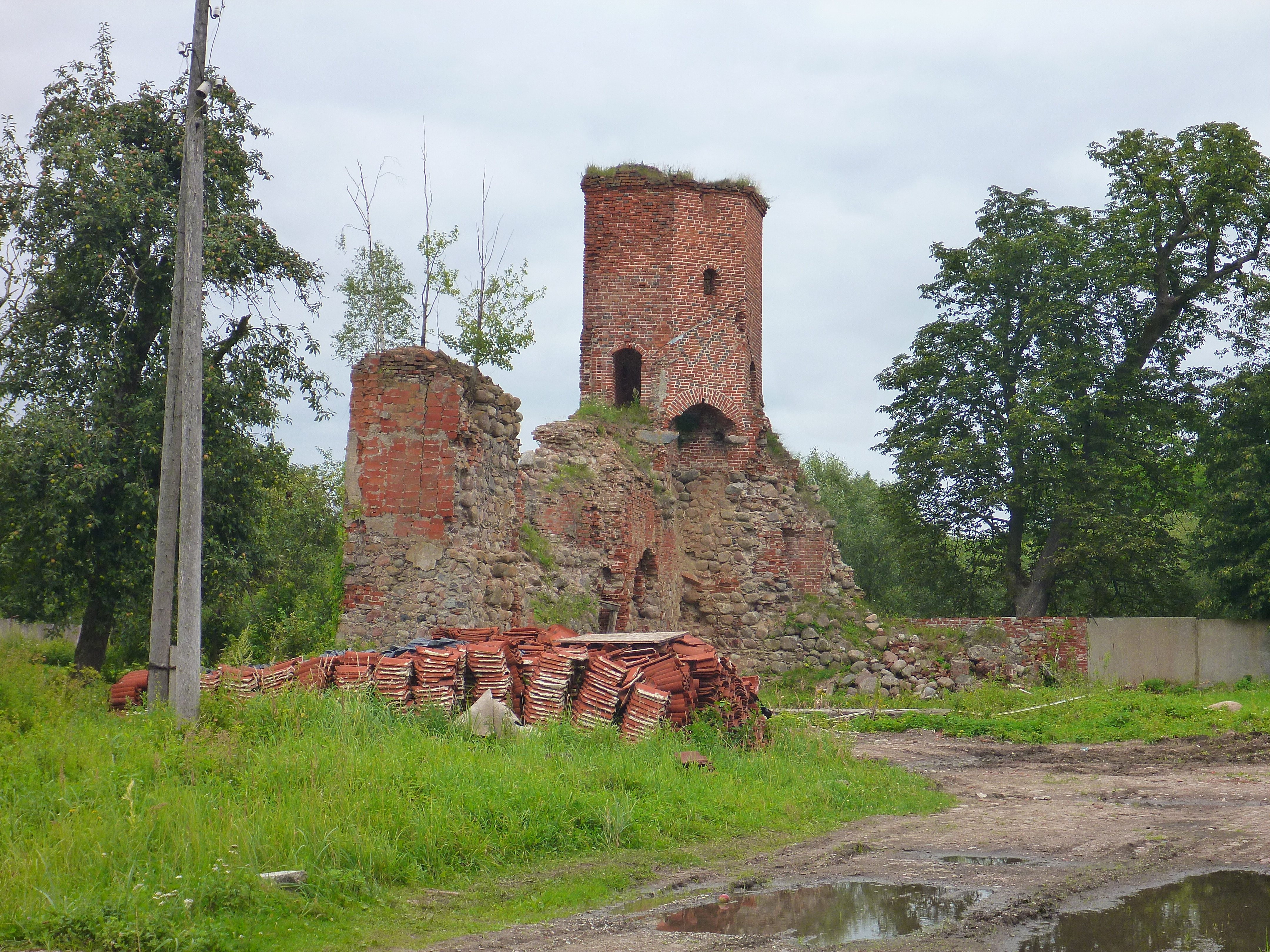
Baszta (2012)
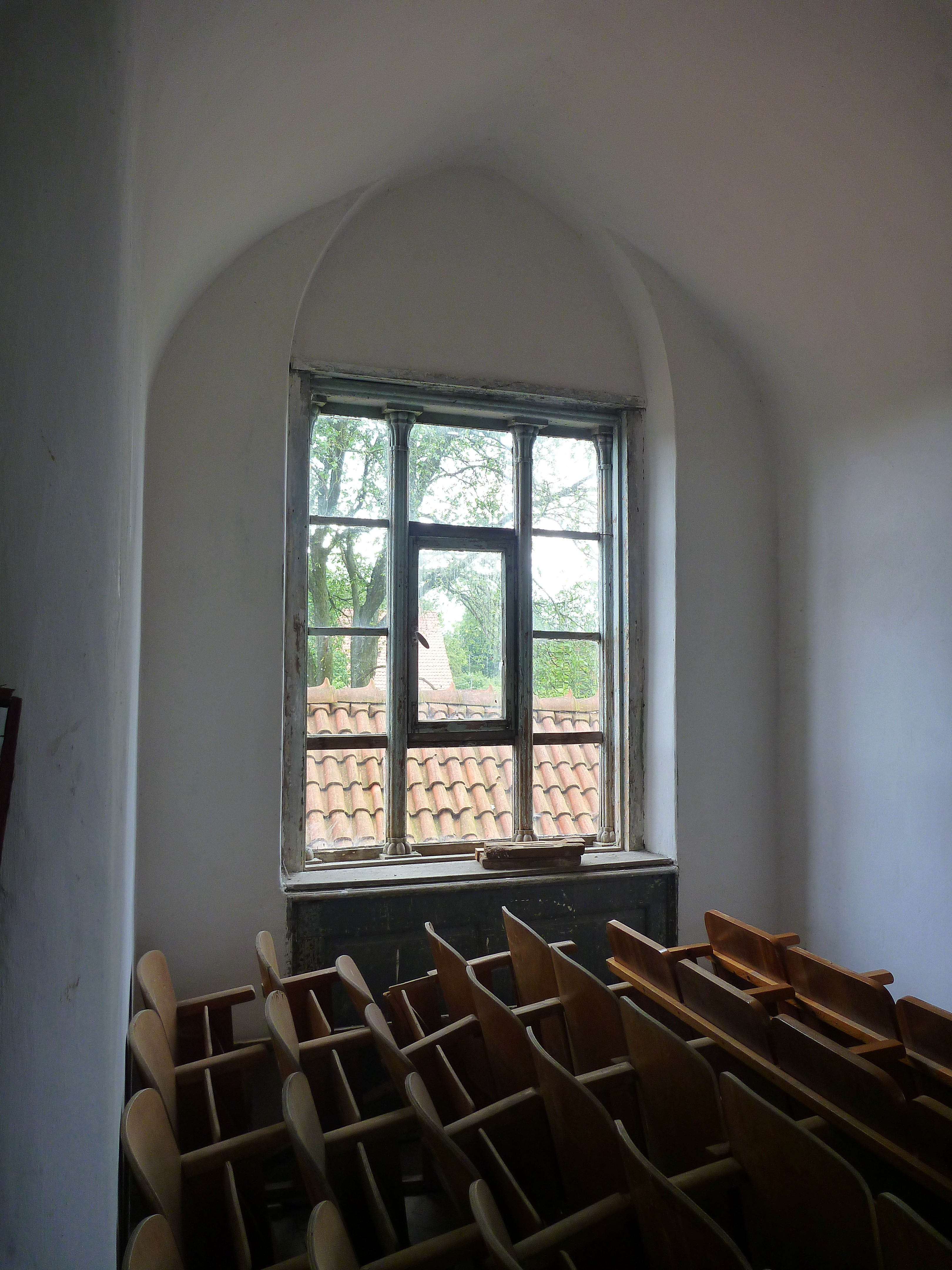
Wnętrze (2012)
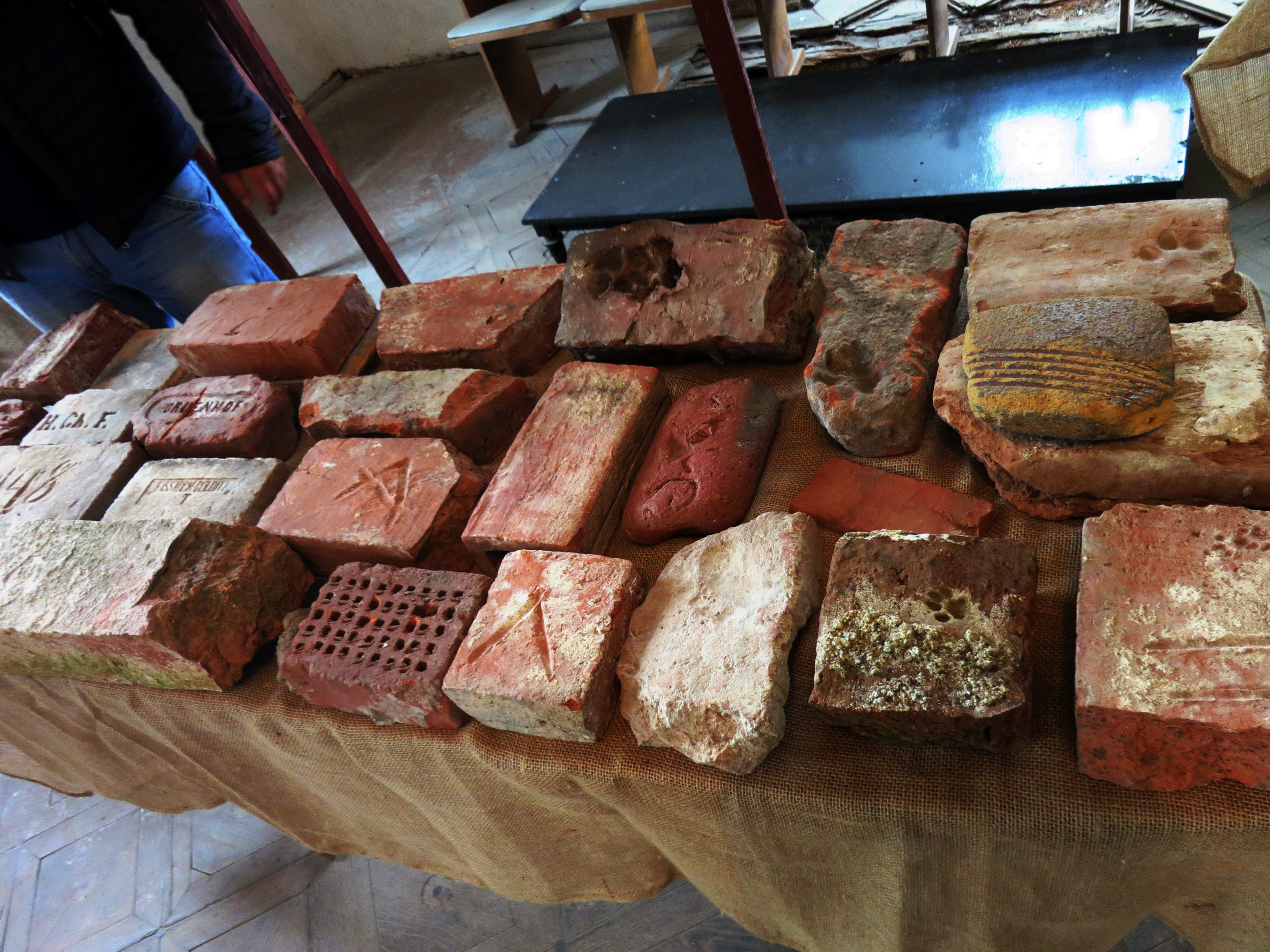
Wystawa historycznych cegieł w zamku (2017)
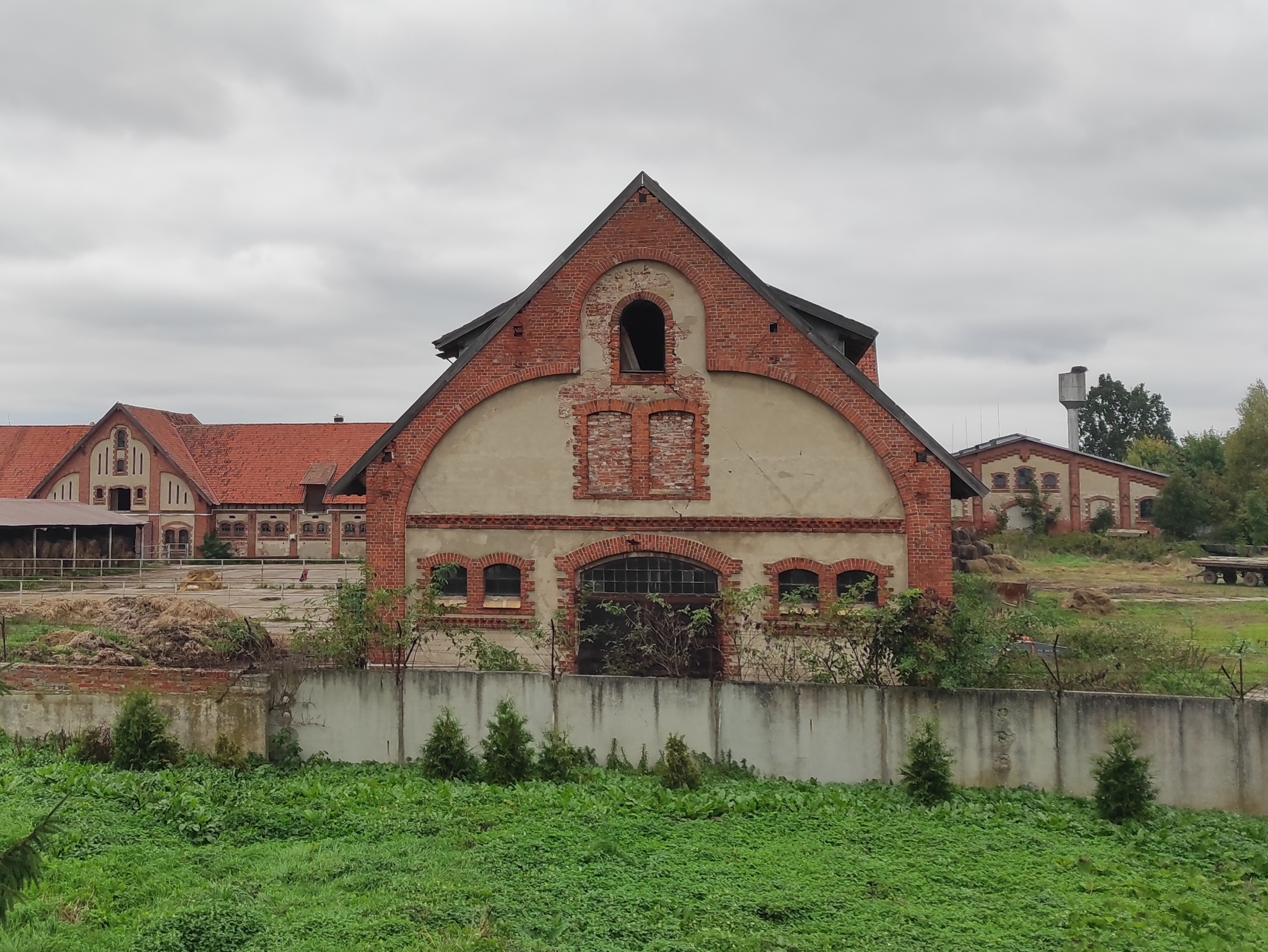
Zabudowania stadniny dla koni (2021)